# Eje (mecánica)

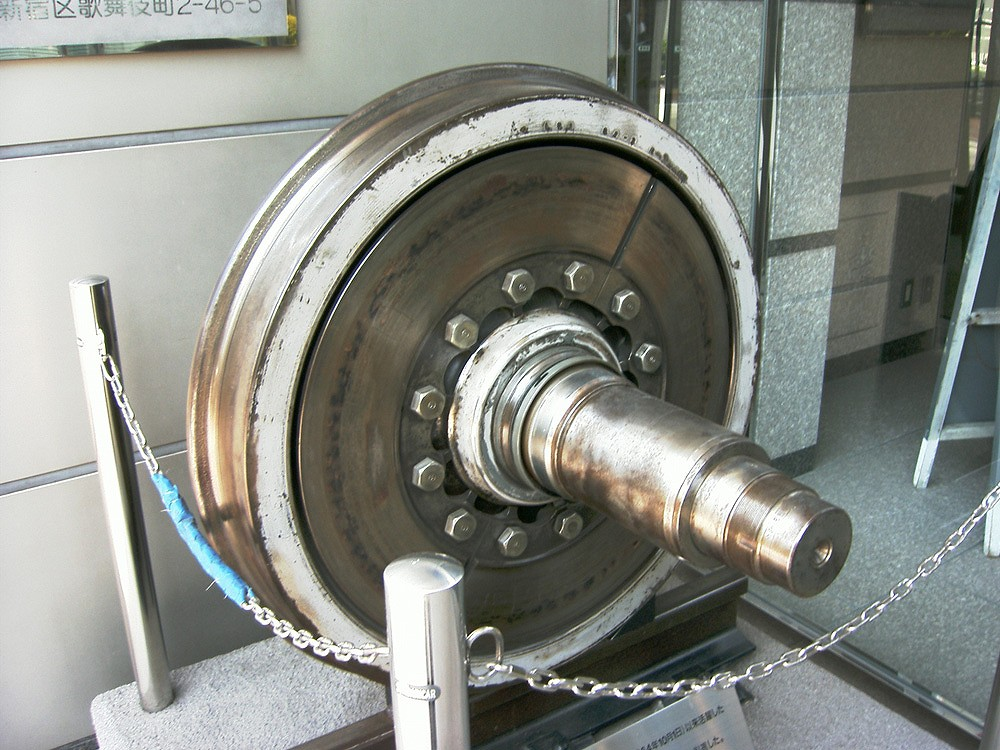
Rueda de ferrocarril con su eje, Serie 0 del Shinkansen.

Un eje es un elemento constructivo destinado a guiar el movimiento de rotación de una pieza o de un conjunto de piezas, como una rueda o un engranaje. El eje puede ser bien solidario a la rueda o al vehículo. En el primer caso -por ejemplo en el ferrocarril- el eje se monta sobre cojinetes o rodamientos, de modo que pueda girar sobre los puntos sobre los que soporta al vehículo. En el segundo caso las ruedas tiene un agujero central que acoge un dispositivo conocido como buje o cubo en el que el eje tiene un determinado tipo de ajuste, generalmente mediante la introducción de un vástago o muñón -espinel- en un rodamiento en el interior del cubo. También puede ser un prototipo de trabajo para estudios de mecánica o de ingeniería industrial.

## Terminología
En automóviles y camiones, varios sentidos de la palabra "eje" ocurren en el uso casual, refiriéndose al propio eje, su alojamiento o simplemente a cualquier par de ruedas transversales. Estrictamente hablando, un eje que gira con la rueda, ya sea atornillado o estriado giratorio en relación fija con él, se denomina "eje". Sin embargo, en un uso más flexible, un conjunto completo que incluye la carcasa del eje circundante (típicamente una fundición en arena) también se denomina "eje".
Un sentido aún más amplio (algo figurativo) de la palabra se refiere a cada par de ruedas paralelas en lados opuestos de un vehículo, independientemente de su conexión mecánica entre sí y con el chasis o la carrocería del vehículo. Por lo tanto, los pares transversales de ruedas en una suspensión independiente pueden denominarse "eje" en algunos contextos. Esta definición muy imprecisa de "eje" se utiliza a menudo para evaluar carreteras de peaje o impuestos sobre vehículos, y se toma como una variable proxy aproximada para el capacidad total de carga de peso de un vehículo y su potencial para causar desgaste o daño en las superficies de la carretera.

## Ejes de un vehículo

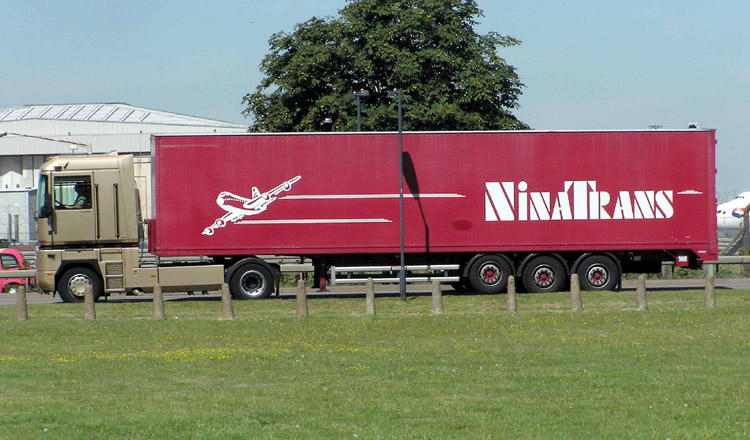
Semirremolque con 3 ejes en tándem

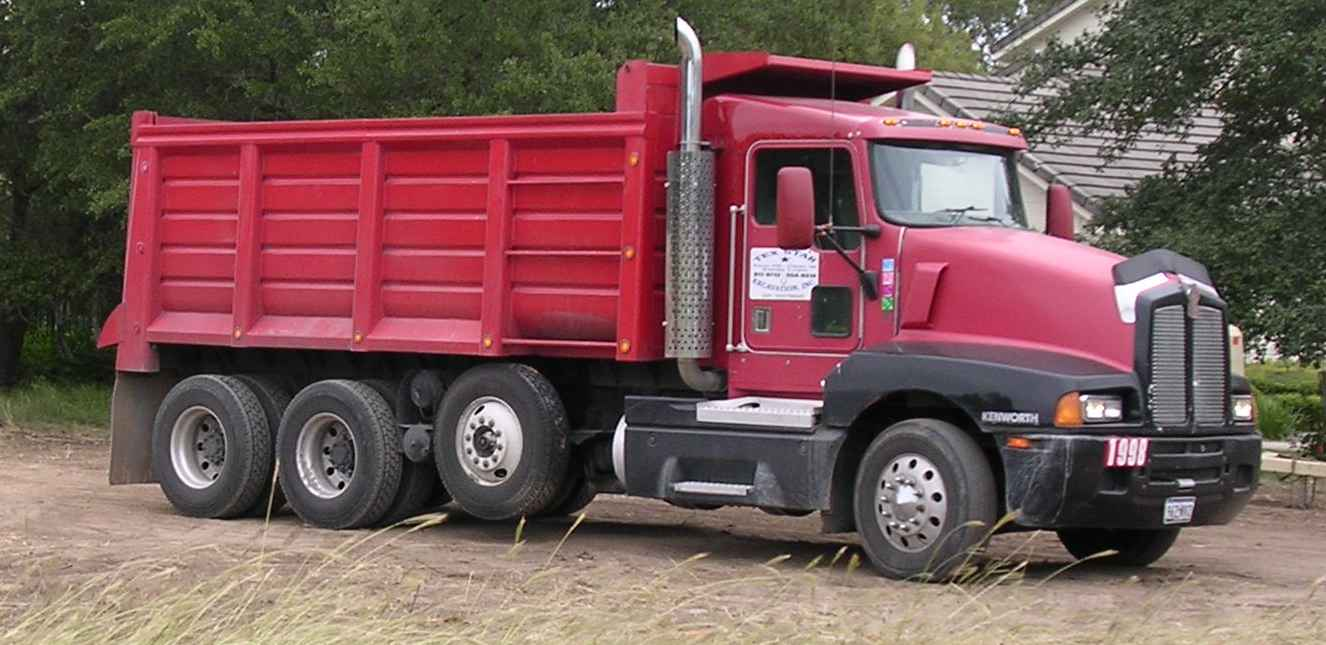
Camión de volteo con eje portador levantado y controlado por un sistema neumático

Se denominan ejes de un vehículo a las líneas imaginarias de dirección transversal respecto a las cuales giran las ruedas cuando el vehículo avanza recto, estos ejes coinciden con los ejes de las ruedas y en los vehículos con ruedas a cada lado, se denomina eje a la recta transversal que une los centros de dos ruedas.
Los ejes son componentes del mecanismo de un vehículo. Los ejes mantienen la posición relativa de las ruedas entre sí y estas respecto al chasis del vehículo. En la mayoría de los vehículos las ruedas son la única parte que toca el suelo y los ejes deben soportar el peso del vehículo y su carga adicional en este transporte, junto con otros esfuerzos como las fuerzas de aceleración y frenado. Además del objetivo de componente estructural, los ejes deben cumplir con una o más de las siguientes funciones dependiendo del diseño del vehículo:
- Transmisión: incorrectamente llamando eje al árbol de transmisión, donde uno o más árboles deben formar parte del sistema de transmisión. Un sistema mecánico ejerce un momento o par motor sobre el árbol que, con la reacción del apoyo del árbol,
- Frenado: para disminuir la velocidad de un vehículo se aplica una fuerza descentrada de forma que, con la reacción del apoyo del eje, se forma un momento de fuerzas en sentido contrario a la rotación de la rueda. Tanto los frenos de disco como los freno de tambor, ejercen esta fuerza descantrada. Además, puede aplicarse el freno motor a través de la transmisión, que tiene un efecto más significativo en vehículos pesados y con relativamente poca deceleración máxima.
- Guía: el eje de una rueda debe además guiar la rueda para que no se desplace axialmente, así como que no gire involuntariamente respecto a un eje perpendicular al eje de giro. El sistema de dirección controla el ángulo de guiado de las ruedas respecto al chasis, en la mayoría de los casos solo las del el eje delantero. El eje de propulsión es el eje que une la transmisión con el diferencial, usualmente es un tubo hueco.

### Características estructurales
Un eje rígido es una barra rígida que une una rueda de un lado con otra rueda del otro lado. Este elemento puede ser o no concéntrico con la rueda de un lado que gire a una velocidad diferente a la del otro lado, lo cual es necesario en las curvas para disminuir el deslizamiento.
En los ejes independientes o de suspensión independiente, cada rueda está unida a un eje por separado. Los vehículos de pasajeros modernos generalmente tienen este tipo de eje delante y detrás. Con este tipo de eje la masa no suspendida es menor y cada rueda tiene suspensión por separado y por consiguiente reaccionan de forma diferente que con un eje rígido, proporcionando más confort y maniobrabilidad a circular sobre baches.
Los ejes en tándem son grupos de dos o más ejes próximos. Los camiones usan este tipo de configuración para proveer una mayor capacidad de carga, dadas las limitaciones de carga sobre un único eje.

### Eje motor
Un eje que es propulsado por el motor se llama eje de propulsión.
Los automóviles modernos con tracción delantera típicamente combinan la caja de cambios y el eje delantero en una sola unidad llamada transeje o conjunto motor. El eje motor se divide con un mecanismo de diferencial y juntas universales entre los dos semi-ejes. Cada eje está conectado a las ruedas mediante juntas homocinéticas que permiten a la rueda moverse libremente en sentido vertical y guiar las ruedas en las curvas mediante el sistema de dirección.
En vehículos con tracción trasera, es posible utilizar juntas cardan, ya que los ejes de las ruedas no cambian de orientación y no se varía la relación de transmisión con el desplazamiento vertical de las ruedas.
Algunos diseños simples, tal como en los karts, a veces se utiliza una sola rueda motriz. El eje de propulsión es un eje dividido que solo conduce a una rueda.

### Eje libre
Un eje libre es aquel que no forma parte del sistema de transmisión y gira libre. El eje trasero en un automóvil con tracción delantera se puede considerar un eje libre. Los camiones y remolques utilizan tracción trasera debido a su distribución de peso, a las ventajas del eje rígido para estos vehículos, lo que permite el uso de ruedas libres delanteras.
Algunos camiones y remolques tienen un eje portador, que es un eje libre en tándem que puede subirse o bajarse con mecanismos neumáticos para que soporte o no parte del peso del vehículo. El eje se puede bajar para incrementar la capacidad de carga o para distribuir el peso sobre más ruedas, por ejemplo para cruzar un puente con restricciones de peso por eje. Cuando no se utilizan se levantan del suelo para disminuir el desgaste en los neumáticos debido a la deriva en las curvas. Varios fabricantes ofrecen sistemas neumáticos controlados por computadora para que el eje portador baje automáticamente cuando se alcanza un determinado nivel de carga.

### Eje vertical

Movimiento de guiñada hecho con el timón de dirección

El eje vertical es un eje virtual que sigue la dirección del hilo de la plomada. Es a la vez perpendicular al plano del suelo y también perpendicular a la dirección habitual de movimiento de un vehículo. Eje vertical hace un angle recto tanto con el eje longitudinal como con el eje transversal.
Los movimientos de rotación alrededor del eje vertical en el caso de una aeronave o de un barco se denomina «guiñada», ya que se asemeja al gesto de Cucas un ojo que se hace con los párpados indicando ahora a un lado ahora al otro. Este tipo de movimiento es posible gracias al timón de dirección en el caso de una aeronave o del timón en el caso de un barco.

## Eje flotante y semiflotante
Un eje totalmente flotante soporta el peso del vehículo en la carcasa del eje, no en los semiejes; éstos sólo sirven para transmitir el par del diferencial a las ruedas. ¨Flotan¨ dentro de un conjunto que soporta el peso del vehículo. Por tanto, el único esfuerzo que deben soportar es el par (no la fuerza de flexión lateral). Los ejes flotantes se sujetan mediante una brida atornillada al buje, mientras que el cubo y los cojinetes se sujetan al eje mediante una tuerca grande.
Por el contrario, un diseño semiflotante soporta el peso del vehículo en el propio eje; hay un único cojinete en el extremo de la caja del eje que soporta la carga del eje y por el que éste gira. Para ser «semiflotantes», los ejes deben poder «flotar» en la carcasa, los cojinetes y las juntas, y no estar sujetos a «empuje» axial o precarga de los cojinetes. En los ejes semiflotantes se utilizan cojinetes de agujas y retenes labiales separados con ejes retenidos en la carcasa en sus extremos interiores normalmente con circlips que son arandelas endurecidas redondas de 3¾ que se deslizan en ranuras mecanizadas en el extremo interior de los ejes y retenidas en/por rebajes en los engranajes laterales del soporte del diferencial que a su vez están retenidos por el eje del engranaje de piñón del diferencial (o «engranaje de araña»). Un verdadero conjunto de eje semiflotante no ejerce cargas laterales sobre los tubos de la caja del eje ni sobre los ejes.
Los ejes que se introducen a presión en rodamientos de bolas o de rodillos cónicos, que a su vez se sujetan en las cajas de los ejes con bridas, pernos y tuercas, no «flotan» y ejercen cargas axiales sobre los rodamientos, las cajas y sólo una sección corta del propio eje, que también soporta todas las cargas radiales.
El diseño totalmente flotante se utiliza normalmente en la mayoría de los camiones ligeros de ¾ y 1 tonelada, camiones de carga media y camiones de carga pesada. El conjunto puede soportar más peso que un eje semiflotante o no flotante porque los cubos tienen dos cojinetes montados sobre un eje fijo. Un eje totalmente flotante puede identificarse por un cubo sobresaliente al que está atornillada la brida del eje.
La configuración de eje semiflotante se utiliza comúnmente en camiones 4×4 de media tonelada y más ligeros en la parte trasera. Esta configuración permite que el eje sea el medio de propulsión y también soporte el peso del vehículo. La principal diferencia entre los ejes flotantes y semiflotantes es el número de cojinetes. El eje semiflotante cuenta con un solo cojinete, mientras que el conjunto totalmente flotante tiene cojinetes tanto en el interior como en el exterior del cubo de la rueda. La otra diferencia es el desmontaje del eje. Para desmontar el eje semiflotante, primero hay que desmontar la rueda; si un eje de este tipo se rompe, lo más probable es que la rueda se salga del vehículo. El diseño semiflotante se encuentra en la mayoría de camiones de ½ tonelada y más ligeros, así como en todoterrenos y turismos de tracción trasera, que suelen ser modelos más pequeños o menos caros.
Una de las ventajas de los ejes flotantes es que, aunque se rompa un eje (utilizado para transmitir par o potencia), la rueda no se desprenderá, lo que evita accidentes graves.

## Fuerzas actuantes al tomar una curva
Cuando un vehículo toma una curva, se producen una serie de fuerzas que afectan tanto al vehículo como a sus componentes, en especial al eje. A continuación se explican las principales fuerzas que actúan sobre el eje de un vehículo al tomar una curva:
Fuerzas centrífugas y centrípetas
Fuerza centrífuga: Esta es la fuerza aparente que actúa hacia afuera del centro de la curva, desde el punto de vista del conductor. Es el resultado de la inercia del vehículo, que tiende a mantenerlo en línea recta, pero se ve desviado hacia el exterior de la curva debido a la aceleración centrípeta.
Fuerza centrípeta: Es la fuerza real que mantiene al vehículo en su trayectoria circular. Actúa hacia el centro de la curva y es proporcionada por la fricción entre los neumáticos y la carretera. Esta fuerza se necesita para contrarrestar la inercia que, de otro modo, haría que el vehículo se deslizara hacia afuera de la curva.
Fuerzas sobre el eje del vehículo
El eje de un vehículo (tanto el eje delantero como el trasero, dependiendo de la dirección de la curva) experimenta varias fuerzas debido a la dinámica del vehículo durante el giro:
a) Fuerzas laterales en el eje
Cuando el vehículo toma una curva, las ruedas del eje (especialmente las de la parte externa de la curva) deben generar una fuerza lateral significativa para mantener el vehículo en la trayectoria deseada. Esta fuerza lateral es transmitida al eje, creando una fuerza de torsión sobre él.
En un eje flotante (como el que se encuentra en vehículos con tracción trasera), la fuerza lateral que actúa sobre el vehículo durante la curva puede generar un desplazamiento lateral de la rueda. En este tipo de ejes, el eje no está rígidamente conectado al cuerpo del vehículo, lo que permite que se mueva ligeramente para adaptarse a la curva.
En un eje semiflotante, la rueda permanece más fijada al vehículo, pero las fuerzas laterales también actúan sobre el eje de manera similar, aunque el diseño de este tipo de eje puede resistir más estas fuerzas.
b) Fuerzas de compresión y torsión
El eje de un vehículo también experimenta fuerzas de compresión y torsión debido a la carga que soporta y el movimiento de la suspensión durante el giro. La torsión ocurre principalmente cuando el vehículo toma una curva a alta velocidad y la fuerza centrífuga genera un momento de torsión sobre el eje. Esto es especialmente relevante en ejes traseros en vehículos de tracción trasera, donde las ruedas deben soportar el peso y el esfuerzo de tracción mientras giran.
Compresión: A medida que el vehículo gira, el peso del vehículo tiende a concentrarse sobre el eje interior (en el lado de la curva). Esto puede causar una ligera compresión en el eje, ya que parte del peso se transfiere hacia ese lado.
Torsión: Como el vehículo está en movimiento de rotación, se genera una torsión adicional sobre el eje, que intenta rotar el eje de un lado a otro en el plano horizontal.
Desgaste desigual de los neumáticos
La fricción entre los neumáticos y la superficie de la carretera es fundamental en la toma de curvas. Las ruedas exteriores de la curva tienen que recorrer una distancia mayor que las interiores, por lo que experimentan una mayor fuerza de fricción. Esto provoca que las fuerzas actuando sobre el eje no sean simétricas y puede llevar a un desgaste desigual de los neumáticos.
Suspensión y su impacto sobre el eje
El sistema de suspensión de un vehículo juega un papel fundamental en cómo se distribuyen las fuerzas sobre el eje cuando se toma una curva. La suspensión ayuda a controlar el balance del vehículo, asegurando que el peso se distribuya de manera más eficiente entre las ruedas y el eje.
Desplazamiento de peso: Cuando el vehículo toma una curva, el peso del vehículo tiende a desplazarse hacia el lado exterior de la curva debido a la fuerza centrífuga. Este desplazamiento afecta a la suspensión y genera una mayor carga sobre el eje del lado exterior de la curva.
Fuerzas de rebote y compresión: Las fuerzas que actúan sobre las ruedas y los ejes también provocan que los componentes de la suspensión se compriman y se descompongan. En una curva, el eje interior (más ligero) puede experimentar menos compresión, mientras que el eje exterior (más cargado) puede ver más compresión en la suspensión.
Desgaste y fatiga del material
El eje del vehículo, al igual que otros componentes, está sometido a un ciclo constante de carga y descarga durante la toma de curvas. Estos ciclos pueden causar fatiga en el material del eje, especialmente si las fuerzas son excesivas o si el vehículo toma curvas a alta velocidad de manera constante. En un diseño de eje flotante o semiflotante, esto puede afectar la durabilidad del eje y sus componentes, lo que lleva a una posible falla estructural si no se tiene en cuenta la resistencia de los materiales.

## Patentes
- Patente USPTO n.º 772571, D. Balachowsky y P Caire, Eje propulsión.